# الأمريكيون ذو الأصول الإسبانية واللاتينية في الكونغرس الأمريكي

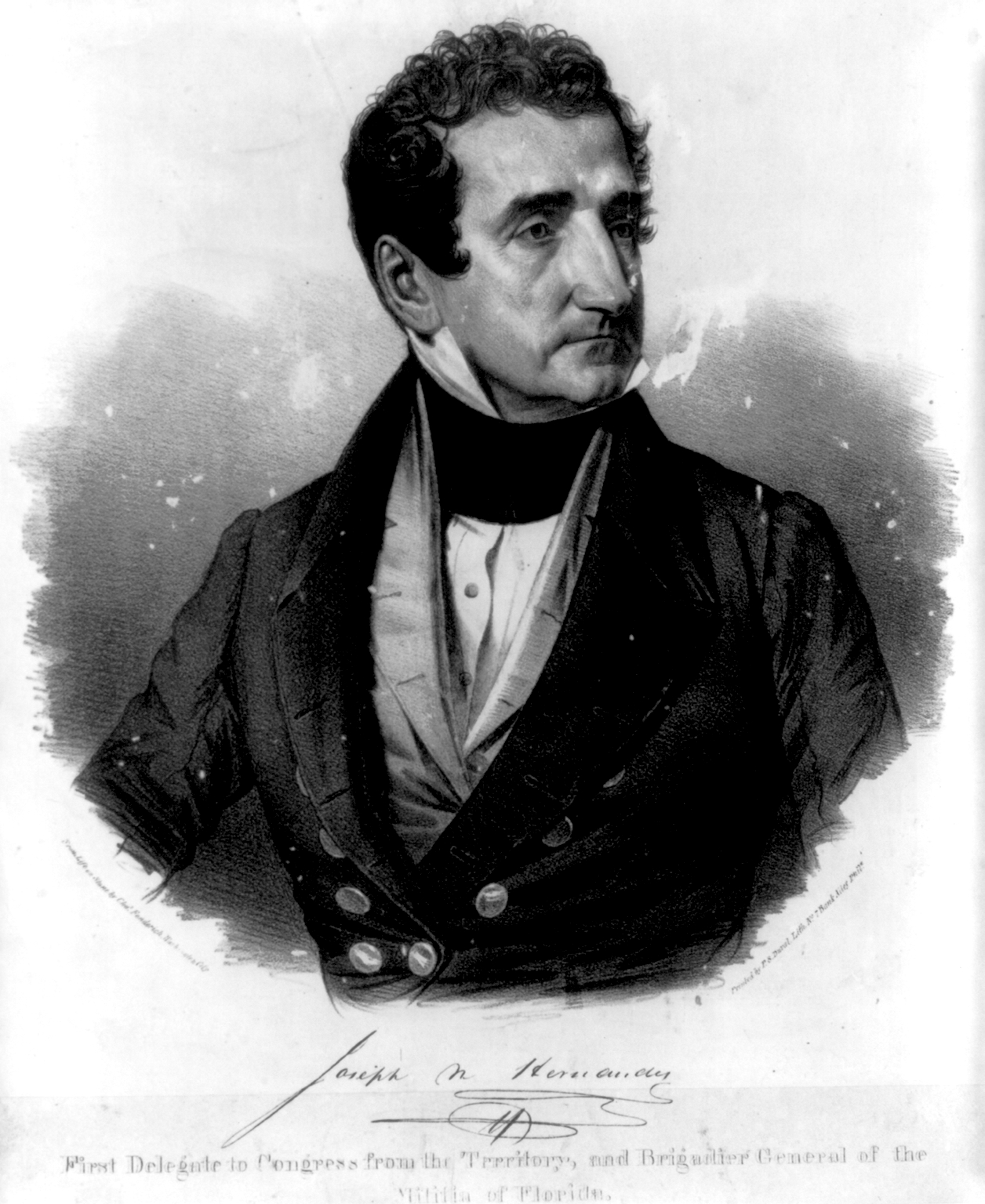

الأمريكيون ذو الأصول الإسبانية واللاتينية في الكونغرس الأمريكي
عمِلَ الأمريكيون ذو الأصول الإسبانية واللاتينية في الكونجرس الأمريكي منذ بداية القرن التاسع عشر، وأُدرِجت أول مجموعة مُنتخبة للعمل في الكونجرس الأمريكي كجزءٍ من حملة التوسع الإقليمي للولايات المتحدة في الأراضي الإسبانية السابقة الموجودة في أمريكا الشمالية، وذلك جزء من الحملات الأمريكية لدعم فكرة «القدر المتجلي». (ويُقصد بمفهوم القدر المتجلي أن يعتقد الأمريكيين بأن الولايات المتحدة متجهة إلى التوسع من المحيط الأطلسي إلى المحيط الهادئ، وذلك عبر الاستيلاء على الأقاليم). أول تمثيل للإسبانيين واللاتينيين في الكونغرس كان على شكل نواب إقليميين للأقاليم المستولى عليها مؤخرًا كفلوريدا وونيو مكسيكو وغيرها الكثير، وقد عملوا ممثلين لهذه الأقاليم التي أصبحت في ما بعد تابعة كليًا للولايات المتحدة. وقد تداخل تاريخ الإسبانيين واللاتينيين ذوي الأصول الأمريكية في الكونغرس مع تاريخ توسع الولايات المتحدة في الأراضي الرئيسية لأمريكا الشمالية والأراضي الإسبانية والمكسيكية السابقة، ما أدى بدوره إلى توسع نفوذ الإسبانيين واللاتينيين في الكونغرس.
وقد استُخلصت أوجه التشابه والاختلاف بين تجربة الأمريكيين من أصول إسبانية ولاتينية والأمريكيين من أصول إفريقية في كونغرس الولايات المتحدة، ومن أوجه التشابه الهامة بتاريخ كلا المجموعتين أثناء عملهم في الكونغرس خدمتهم في مجلس الممثلين، بينما لم يُنتخب الأمريكيون من أصول إسبانية ولاتينية في مجلس الشيوخ حتى انتُخبَ أوكتافيانو أمبروسيو لاروزولو عام 1928 .
```
وكما فعل النواب الأمريكيون من أصول إفريقية في الكونغرس، فقد اتخذ الأمريكيون من أصول إسبانية ولاتينية دور الممثلين البدلاء عن مجتمعاتهم العرقية، وذلك ليوسعوا من دائرة تمثيلهم حتى يصلوا إلى تمثيل الأقاليم والولايات، في محاولةٍ منهم للبدء بتوطيد نفوذهم في تمثيل الكونغرس. 
```

ومن أكبر الفوارق التي عانى منها الأمريكيين من أصول إسبانية ولاتينية من قِبل أعضاء الكونغرس هي النقاش والدور البارز لقضية العنصرية، كما عانى أيضًا العديد من الممثلين الأوليين من النقد والمراقبة أكثر من ما حصل مع السياسيين الأمريكيين من أصول إفريقية.
و قد عمِلَ 128 أمريكي من أصول إسبانية أو لاتينية في كونغرس الولايات المتحدة، ومعظمهم كان في مجلس الممثلين، و 35 من أصل 128 خدموا كأعضاء ليس لهم حق التصويت في مجلس الممثلين سواءً كانوا نواب أقاليم أو مفوضين مقيمين في بورتريكو.
و خدمَ 87 أمريكي من أصل إسباني ولاتيني في كونغرس الولايات المتحدة بوصفهم ممثلي الدولة، وهذا يعني أن 122 من أصل 128 عمِلوا في الكونغرس، أو يمكن القول بأن 95% من الأمريكيين ذو الأصول الإسبانية واللاتينية عملوا في مجلس الممثلين في وقتٍ ما، وثلاثة أعضاء من مجلس الممثلين خرجوا للعمل في مجلس الشيوخ وآخرهم هو عضو مجلس الشيوخ بوب مينيندز لولاية نيوجرسي والذي عمِلَ في كلا مجلِسَي الكونغرس.
عمِلَ تسعة أمريكيين من أصول إسبانية ولاتينية في مجلس الشيوخ للولايات المتحدة، خدمَ أربعةٌ منهم في الحزب الجمهوري وخمسة في الحزب الديموقراطي، وثلاثة من الأمريكيين من أصول إسبانية أو لاتينية عمِلوا في مجلس الشيوخ للولايات المتحدة قبل القرن الواحد والعشرين، وجميعهم كانوا أعضاء مجلس الشيوخ التابع لولاية نيو مكسيكو وهم من أصل مكسيكي. وقد حافظ أعضاء مجلس الشيوخ الستة على بقائهم طوال القرن الواحد والعشرين، 3 منهم كانوا ديموقراطيين من ولاية كولورادو ونيو جيرسي ونافادا وتولوا المناصب بالتوالي، وثلاثة جمهوريين اثنان منهم من فلوريدا وواحد من تكساس.